# Burh
Burh var oprindeligt en angelsaksisk navn for et fæstningsanlæg tilhørende en konge eller adelig, og kunne også være et begreb for en forhistorisk fort.
I 800-tallet fik angreb og invasioner fra vikinger Alfred den Store til at udvikle brugen af burher som støttepunkter, der kunne bruges mod angriberne. De kan blive konstrueret fra grunden, men oftere blev de bygget på steder på steder hvor voldanlæg fra jernalderen eksisterede eller romerske byer hvor forsvarsanlæggene kunne blive genopbygget eller forstærket. Mange blev placeret ved floder med intention om at stoppe en angriber fra at avancere ind i kongeriget.
Selvom de primært blev bygget som forsvarsanlæg havde burherne en sekundær rolle som kommercielle og muligvis administrative centre. De blev også placeret, hvor kongen møntmager kunne slå mønter for kongen.
Mange moderne boroughs og navne der indeholder ~bury er afledt fra det middelalderlige burh.